# Гранжа-ду-Улмейру
Гранжа-ду-Улмейру (порт. Granja do Ulmeiro)  —  район (фрегезия) в Португалии,  входит в округ Коимбра. Является составной частью муниципалитета  Соре. Находится в составе крупной городской агломерации Большая Коимбра. По старому административному делению входил в провинцию Бейра-Литорал. Входит в экономико-статистический  субрегион Байшу-Мондегу, который входит в Центральный регион. Население составляет 1669 человек на 2001 год. Занимает площадь 6,68 км².
Покровителем района считается Архангел Гавриил (порт. São Gabriel). 

## Галерея

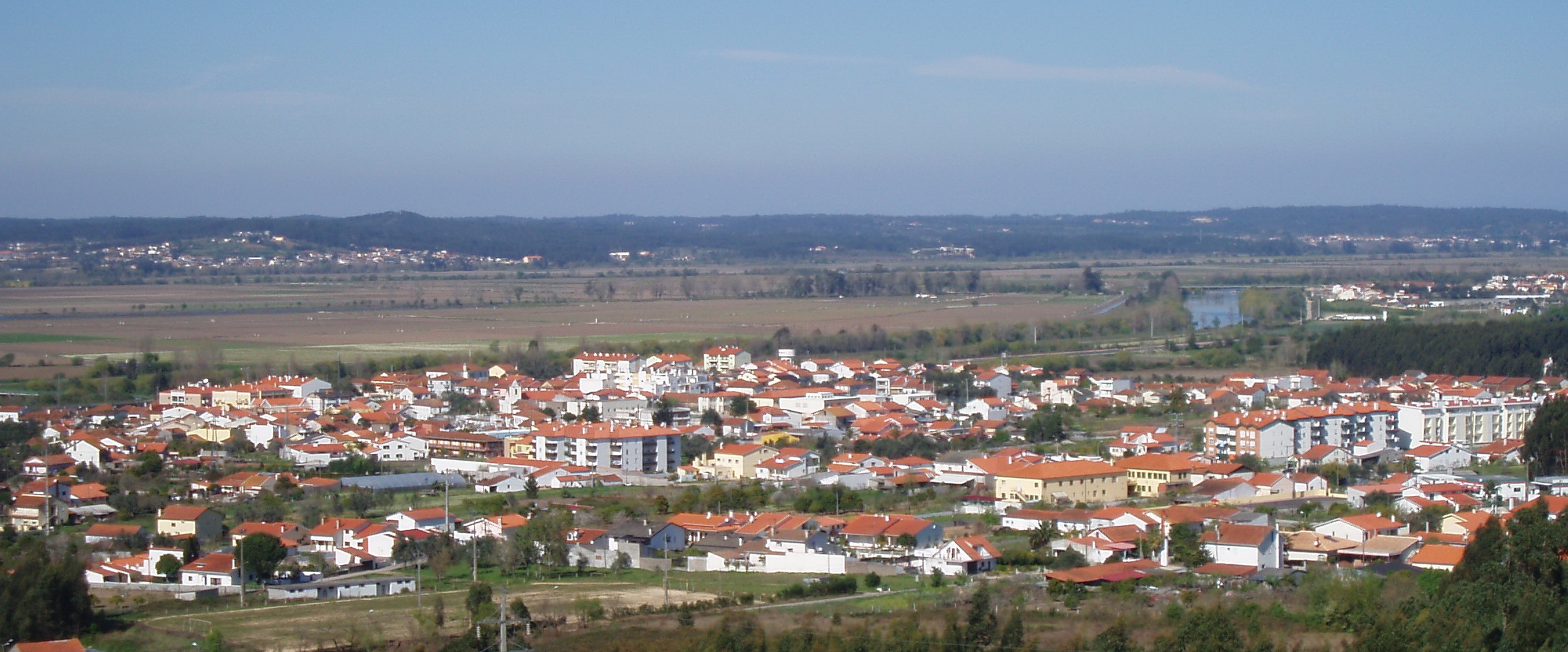
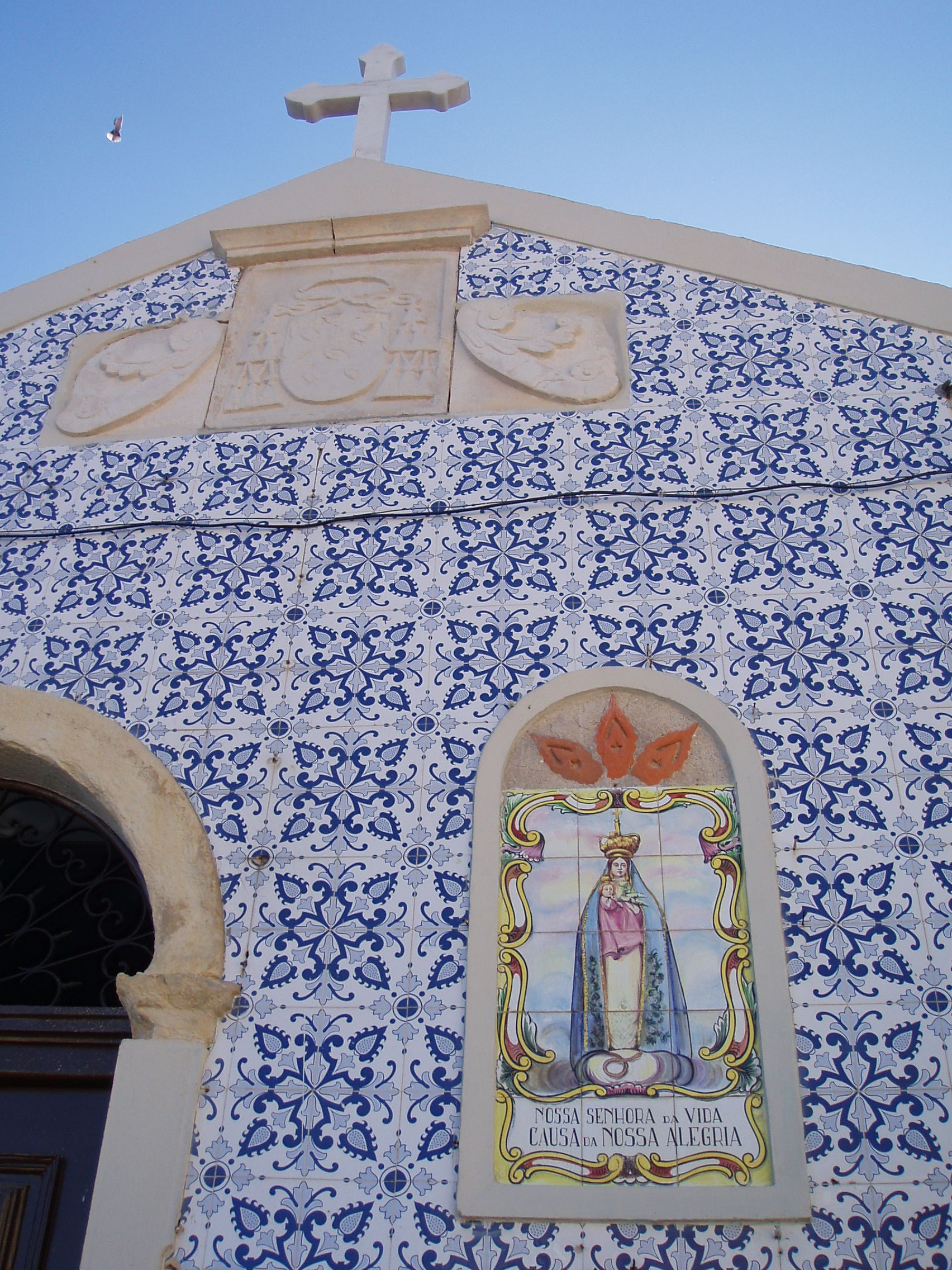
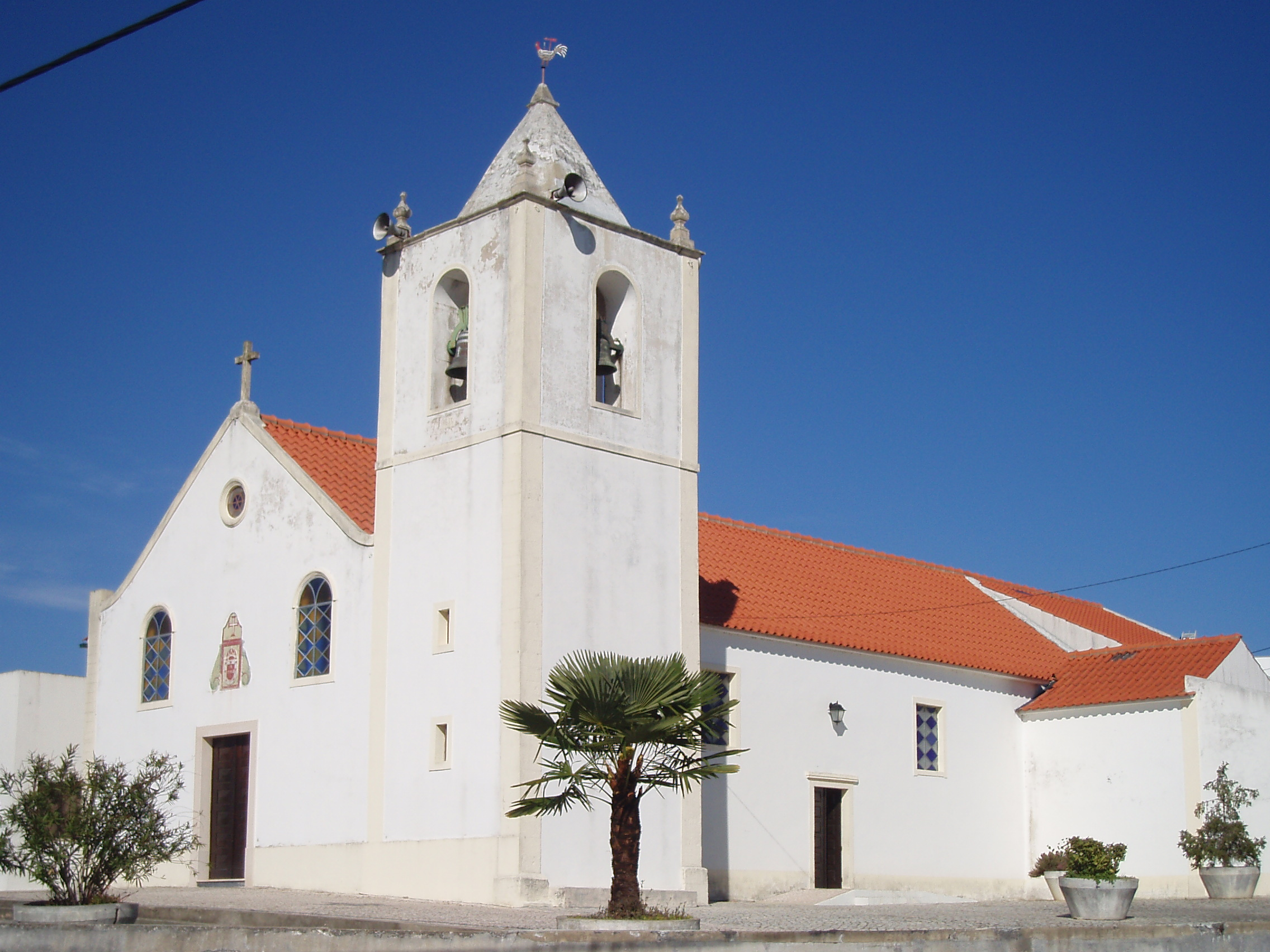
Собор
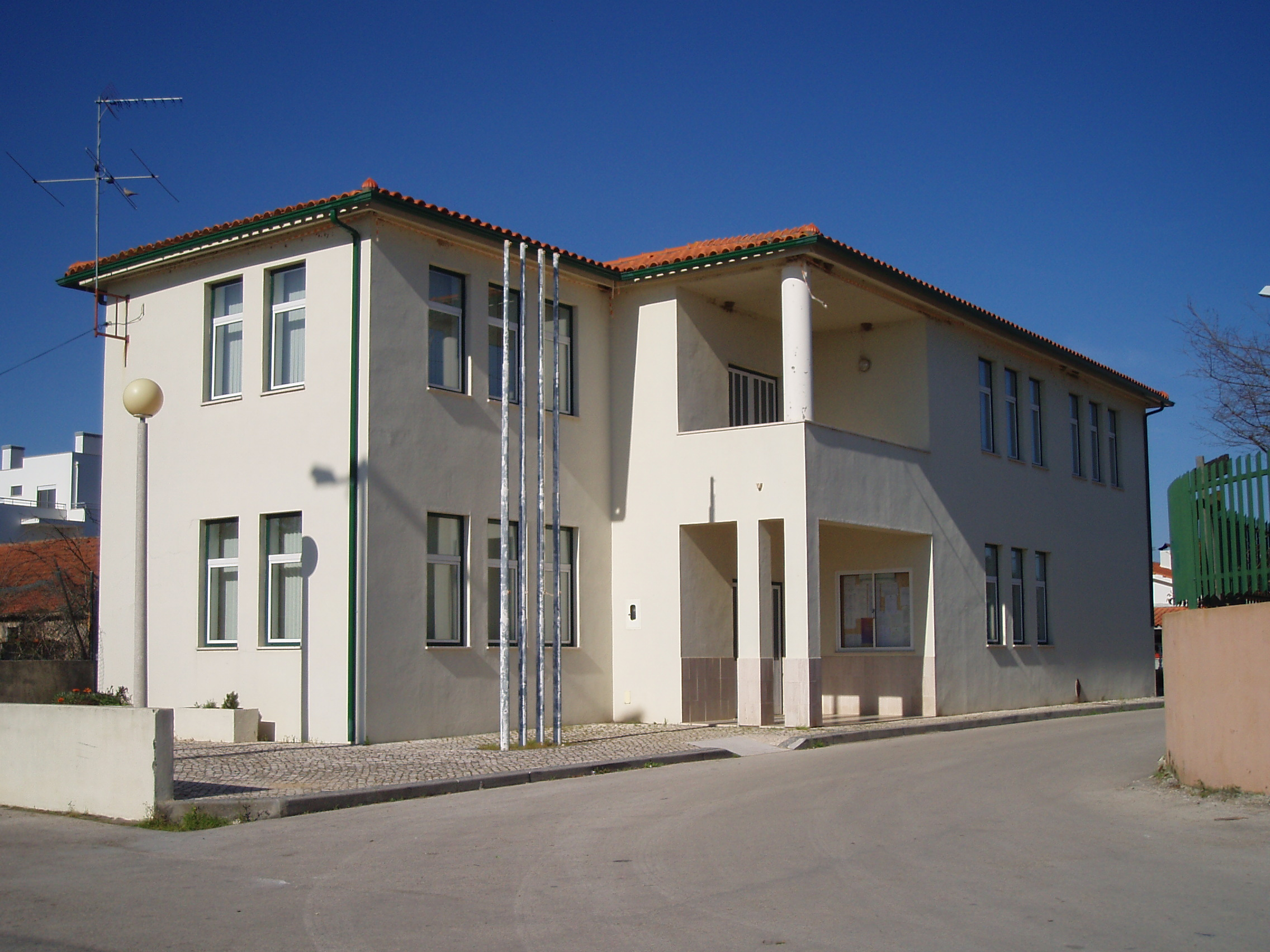
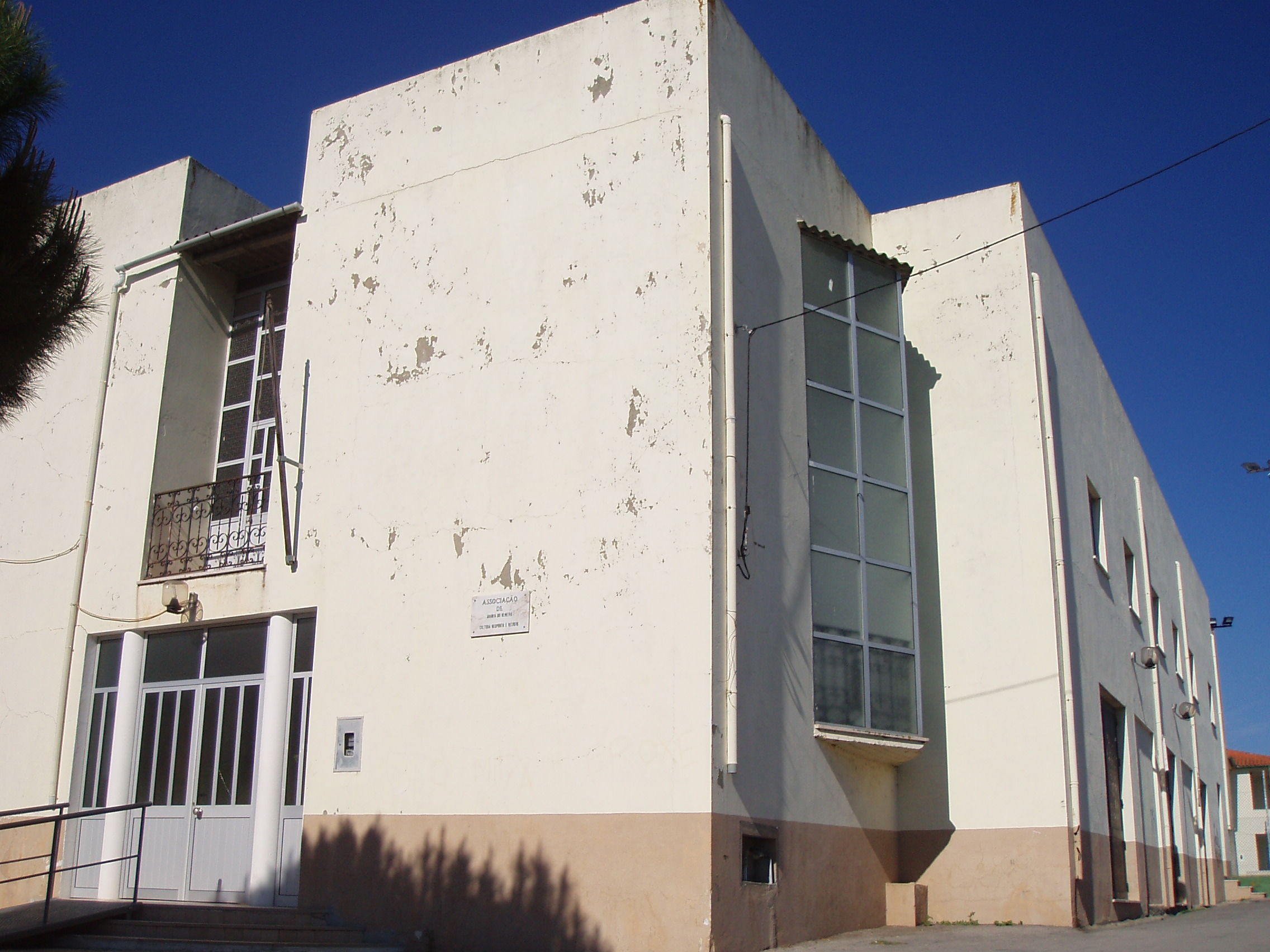
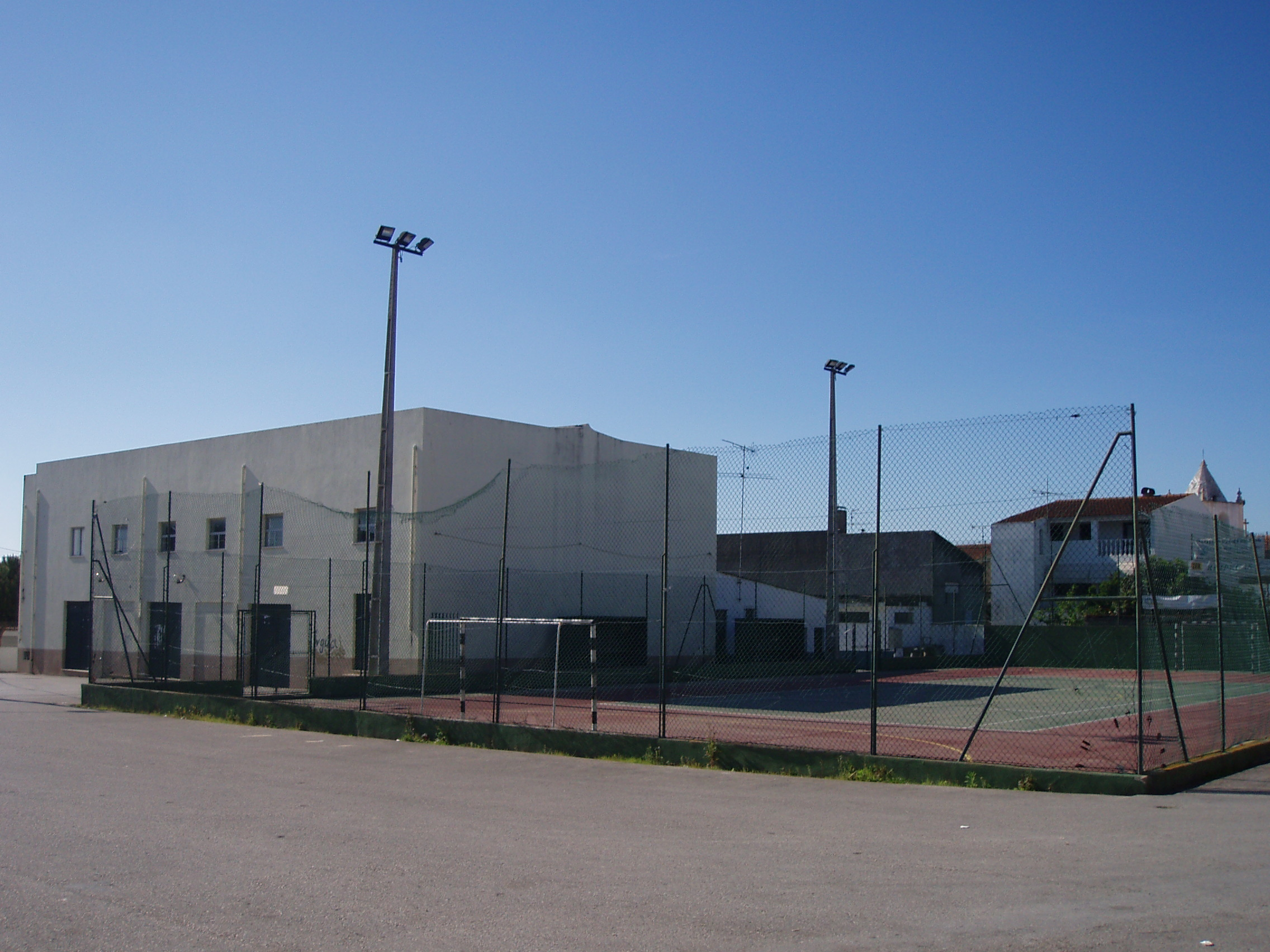
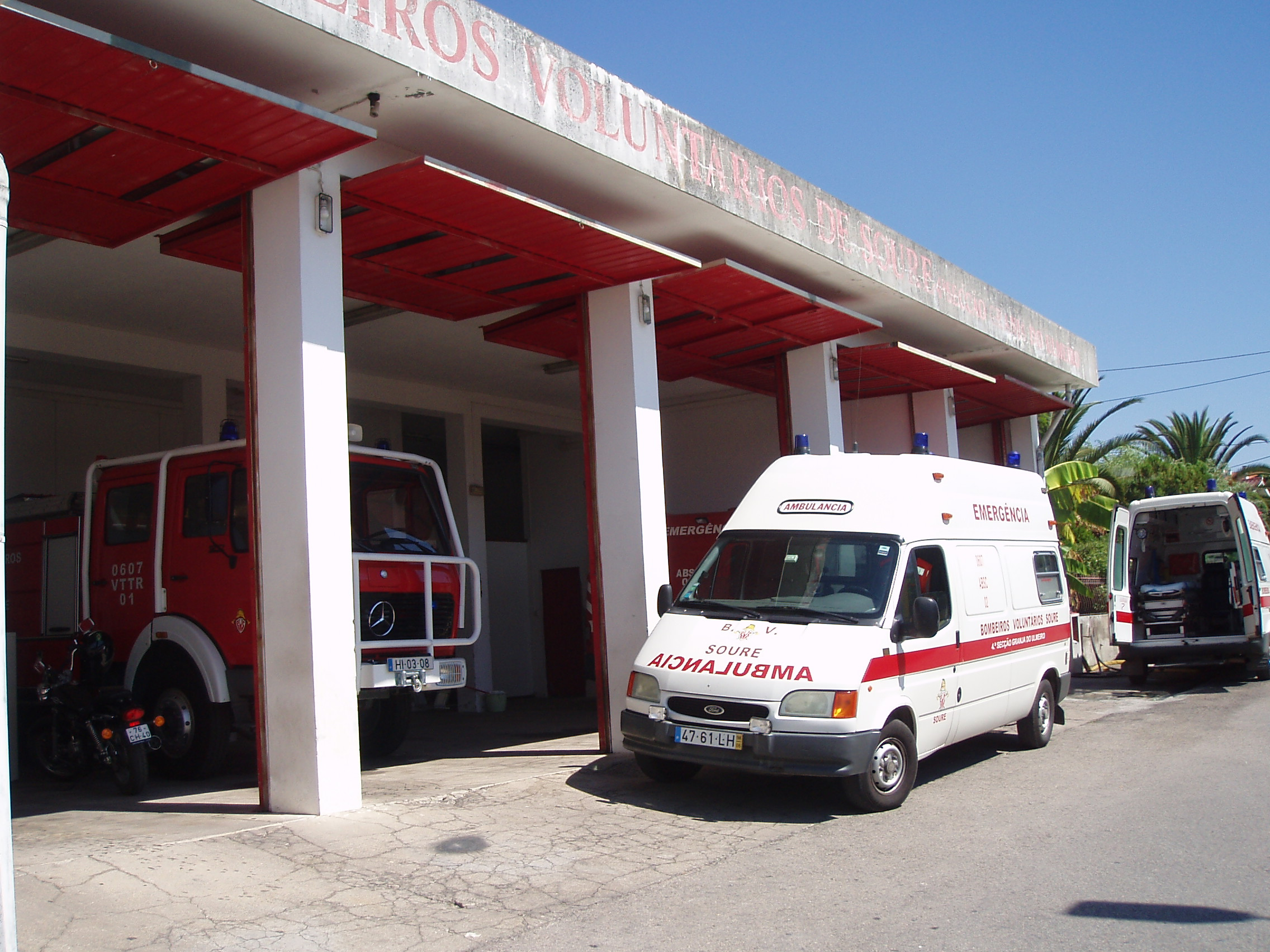
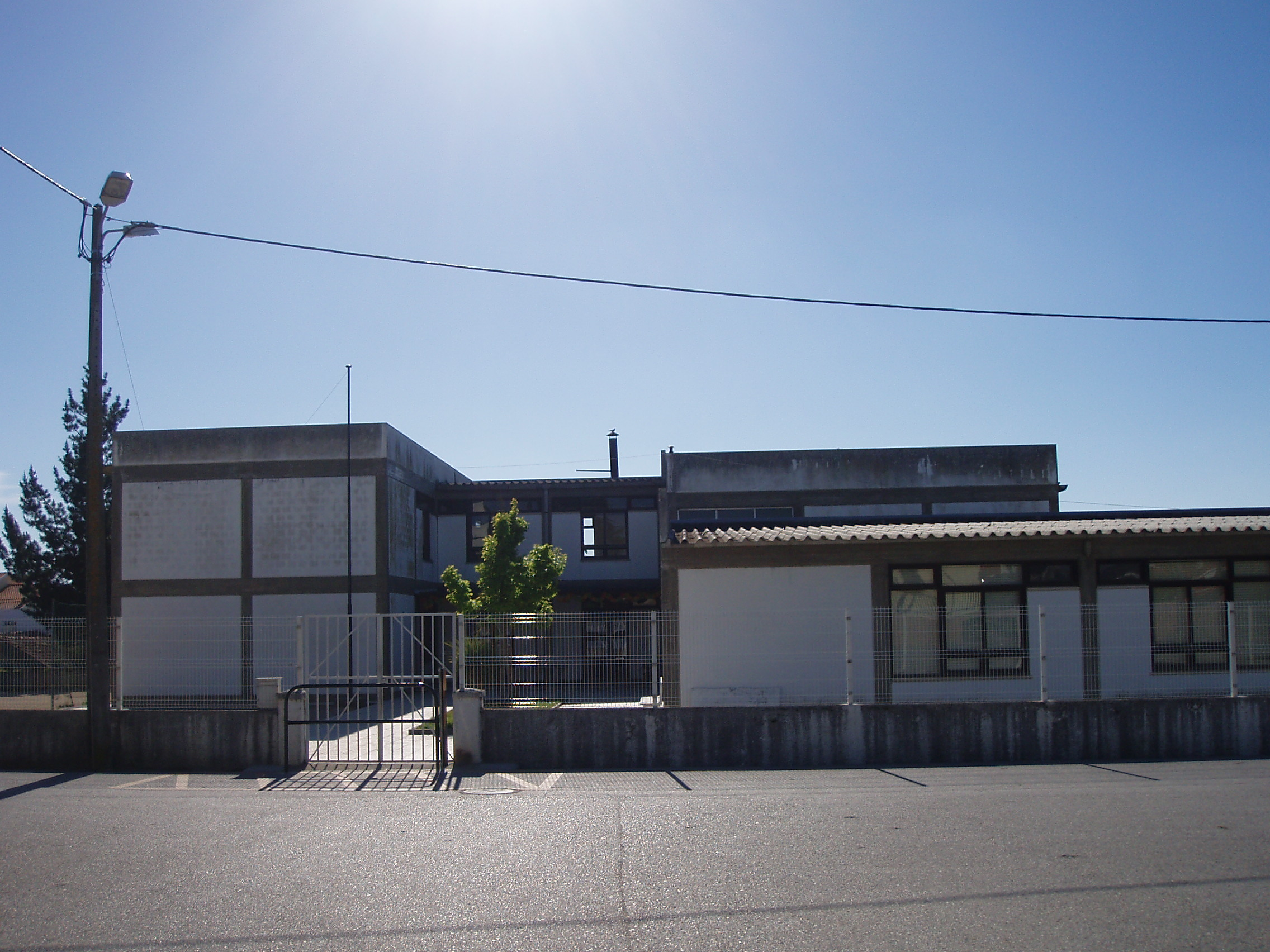
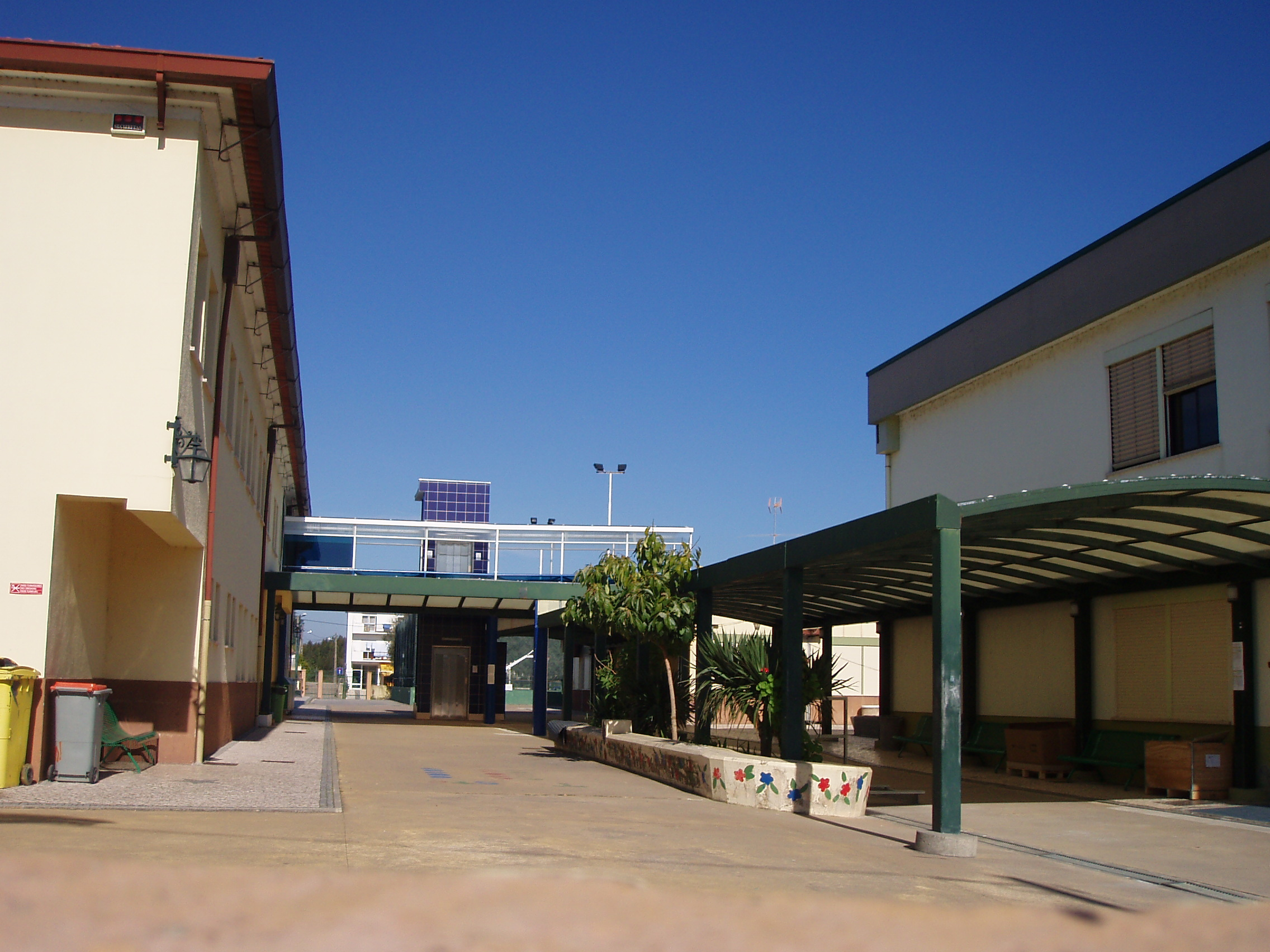